# Carlo Marchesetti
Carlo De Marchesetti, più noto come Carlo Marchesetti, ma anche, nella variante tedesca, come Carl von Marchesetti (Trieste, 17 gennaio 1850 – Trieste, 1º aprile 1926), è stato un archeologo, paleontologo e botanico italiano.

## Biografia
Dopo la laurea in medicina, che consegue a Vienna nel 1874, torna nella città natale, dove, appassionandosi di botanica, diventa discepolo di Muzio Tommasini.
Nel 1876, sempre a Trieste, viene nominato direttore del Civico Museo di Storia naturale, carica che mantenne per oltre quaranta anni. Nel 1903, Marchesetti viene nominato anche direttore dell'Orto botanico, il quale, una volta annesso al Museo di storia naturale, diventando in tal modo un'istituzione in piena regola, assunse al contempo una fisionomia moderna e un prestigio scientifico di primo livello. In effetti, il botanico triestino curò particolarmente la flora della regione, selezionando le specie peculiari e inviando una scelta dei loro semi negli orti botanici più importanti d'Europa. A lui, peraltro, è intitolata la Campanula marchesettii.
Parallelamente alla botanica, la sua attività di ricerca si rivolse anche all'archeologia, offrendo un contributo essenziale alle prime indagini sulla preistoria e sulla protostoria sia della Venezia Giulia che dell'Istria. Nel corso dei suoi scavi rinvenne, infatti, significativi reperti paletnologici (pietre, argille, metalli, ecc.) e paleontologici (resti di fauna) che sono ancora oggi conservati nei musei civici triestini, soprattutto nel Museo di Storia naturale di Trieste.. In particolare, a Marchesetti si deve il primo contributo scientifico sulla storia dei castellieri, in seguito ad una serie di campagne di scavo e di ricognizione svolte, tra il 1883 e il 1892, nell'Isontino e in Istria, i cui esiti comparvero in numerose memorie pubblicate prevalentemente sul «Bollettino della società Adriatica di Scienze naturali».
Non è un caso, del resto, che dei dodici castellieri presenti sul territorio di Duino-Aurisina il più noto di essi sia proprio il "Castelliere Carlo De Marchesetti", a lui intitolato.
| Marches. è l'abbreviazione standard utilizzata per le piante descritte da Carlo Marchesetti. Consulta l'elenco delle piante assegnate a questo autore dall'IPNI. |

## Scritti principali

### Archeologia
- La pesca lungo le coste orientali dell'Adria, Hermanstorfer, Trieste 1882.
- La necropoli di Vermo presso Pisino dell'Istria, Tip. del Lloyd Astro-ungarico, Trieste 1884.
- Ricerche preistoriche nelle caverne di S. Canziano presso Trieste, Tip. Lloyd astro-ungarico, Trieste 1889.
- Scavi nella necropoli di S. Lucia presso Tolmino (1885-1892), Tip. del Lloyd austriaco, Trieste 1893.
- La caverna di Gabrovizza presso Trieste, in «Atti del Museo civico di storia naturale di Trieste», n.s., VIII (1890), vol. 2, pp. 143–184.
- I castellieri preistorici di Trieste e della regione Giulia, Museo civico di Storia naturale, Trieste 1903.
- Preistoria in Egitto, in «Bollettino della Società adriatica di scienze naturali», 1912, vol. XXIV, pp. 90–120.
- Commemorazione di Luigi Pigorini, in «Archeografo triestino», s. III (1925), vol. XII, pp. 326–352.

### Botanica
- La flora di Parenzo, Tip. del Lloyd austro-ungarico, Trieste 1890.
- Bibliografia botanica ossia catalogo delle pubblicazioni intorno alla flora del litorale austriaco, Tip. del Lloyd austriaco, Trieste 1895.
- Flora di Trieste e de' suoi dintorni, Museo Civico di Storia Naturale, Trieste 1896.
- Appunti sulla flora egiziana, Museo Civico di Storia naturale, Trieste 1903.
- Flora dell'isola di Cherso, in «Archivio botanico», 1930, vol. VI, fascc. 1-2, pp. 16–59 e 113-157.
- Aggiunte alla bibliografia botanica della Venezia Giulia, in «Atti del Museo civico di storia naturale di Trieste», 1931, vol. XI, p.te II, pp. 217–356.